# …これから物語 〜少年たちのブルース〜
『…これから物語 〜少年たちのブルース〜』（これからものがたり しょうねんたちのブルース）は、1988年12月18日に公開された日本の映画である。監督は榎戸耕史。
光GENJIの「光」の主演映画であり、「GENJI」が主演の『ふ・し・ぎ・なBABY』と同時上映で公開された。
配給収入は10億円を超え、1989年度邦画ベスト8位となるなど、東宝配給のアイドル映画が下火になりつつあった時代に健闘をみせた。

## ストーリー
矢沢亮介（大沢）は運動神経抜群の高校生でクラスの人気者。ある日彼の所属するクラスに藤グループの御曹子・藤岡茂（内海）が転校してきた。生まれも育ちも、そして性格も全く違う2人だが、すぐに打ち解け親友になっていく。一高校生ながらアパレル会社の社長でもあった茂はやがて亮介の優れた運動神経と容貌に目をつけ、本人には自分の意向と知られぬようにしつつ自分のプロジェクトのイメージタレントとして売り出そうと計画。亮介をモデルクラブの島朋子にスカウトさせ、それがきっかけで亮介はモデルとして仕事を始め、ついには大手企業のオーディションを受けることになる。だがそのオーディションが緊張のあまりさんざんな内容だったにもかかわらず合格を言い渡されたことがきっかけで、亮介は今までのモデルの仕事が全て茂の差し金であることと茂がアパレル会社の社長だったことを知ってしまう。親友と信じてきたはずの茂にいいように利用されたと感じた亮介は彼を殴り飛ばし絶交を宣告、茂の方もこのことで亮介を傷つけてしまったことを悟り、今までの自分の人生が親の七光でしかなかったと自分の弱さに気づく。そして自分を見つめ直すべく外国留学を決意、そのことを知らされた亮介は内心許せない気持ちを抱えつつも、「親友」が遠くに行ってしまうことを思ってきちんと別れを告げることと今度は自分の力でモデルとして一からやり直すことを決意し、ヘリで飛び立つ茂に地面に書いたメッセージを贈って励ます。そしてそれを見た茂も感謝の気持ちを胸に新たな人生へ向かっていった。

## キャスト
- 矢沢亮介：大沢樹生（光）
- 藤岡茂：内海光司（光）
- 島朋子：原日出子
- 矢沢麻由美：坂上香織
- 田村光二郎：寺田農
- 石川先生：片桐はいり
- 須波：ミッキー・カーチス
- 今泉：ピーター
- 広瀬：山田辰夫
- 山本：尾美としのり

## スタッフ
- 監督：榎戸耕史
- 企画：ジャニー喜多川
- 脚本：森浩美、中村功一
- 音楽：小六禮次郎
- 主題歌：光GENJI「いつか、きっと…」
- 録音：金子義男
- 撮影：伊藤昭裕
- 美術：小川登美夫、岡村匡一
- 照明：石垣悟
- 編集：大島ともよ
- エクゼクティブ・プロデューサー：堀口壽一、増田久雄
- 製作者：三ツ井康、稲葉昭典
- プロデューサー：鎌田敏郎、森田和郎、小滝祥平、藤島ジュリーK、佐倉寛二郎
- 製作協力：ジャニーズ事務所、プルミエ・インターナショナル
- 製作：フジテレビジョン、ニッポン放送、ポニーキャニオン、東宝